# Фиалка бутеневидная
Фиа́лка бутеневидная или Фиа́лка бутенелистная (лат. Viola chaerophylloides) — вид двудольных растений рода Фиалка (Viola) семейства Фиалковые (Violaceae). Впервые описан ботаником Эдуардом Людвиговичем Регелем.

## Ботаническое описание
Многолетнее травянистое растение высотой до 30-32 см с вертикальным корневищем.
Листья перисто-, изредка пальчато рассечённые, сегменты их в свою очередь также перисторассечённые на узкие ланцетные или линейные доли, которые иногда бывают лопастные, чаще крупнозубчатые, весной довольно густо опушенные, летом голые или слегка опушенные. Прилистники до половины сросшиеся с черешками, свободная их часть ланцетная, острая, цельнокрайная или с редкими бахромками. Чашелистники голые, широкояйцевидные, с острой верхушкой.
Венчик широко открытый, белый. Лепестки широко- или продолговато-обратнояйцевидной формы. Шпорец 8—9 мм дл. и 4—5 мм толщ., с боков уплощенный, на верхушке округлый.
Цветки до 7 см дл., с расположенными в нижней части прицв. 8—11 мм дл. Чашелистники и их придатки темно-зеленые с фиолетовым оттенком, яйцевидно-ланцетные, приостренные. Придатки до 8 мм дл. и 4—7 мм шир., на верхушке зубчато-лопастные. Венчик редуцирован до 5 треугольных пластиночек менее 1 мм дл. Тычинок 5, 3 из которых недоразвиты. Коробочки неизвестны.

## Распространение и среда обитания
Произрастает на открытых травянистых склонах, по берегам рек, озёр и морских побережий.
Растение встречается на Дальнем Востоке (Приморский край), в Китае, Японии.